# Islas Vírgenes de los Estados Unidos en los Juegos Olímpicos de París 2024
Las Islas Vírgenes de los Estados Unidos estuvieron representadas en los Juegos Olímpicos de París 2024 por cinco deportistas, cuatro hombres y una mujer, que compitieron en cuatro deportes.
Los portadores de la bandera en la ceremonia de apertura fueron el esgrimidor Kruz Schembri y la nadadora Natalia Kuipers. El equipo olímpico virgenense estadounidense no obtuvo ninguna medalla en estos Juegos.